# Harrisonburg (Virgínia)
Harrisonburg é uma cidade independente localizada no estado americano de Virgínia. A sua área é de 45,6 km², sua população é de 40 468 habitantes, e sua densidade populacional é de 889,8 hab/km² (segundo o censo americano de 2000). A cidade foi fundada em 1780.